# Dammtjärnen (Los socken, Hälsingland, 684869-144797)
Dammtjärnen är en sjö i Ljusdals kommun i Hälsingland och ingår i Ljusnans huvudavrinningsområde.